# Aspergillus testaceocolorans
Aspergillus testaceocolorans är en svampart som beskrevs av Novobr. 1972. Aspergillus testaceocolorans ingår i släktet Aspergillus och familjen Trichocomaceae.   Inga underarter finns listade i Catalogue of Life.